# Фрассо-Телезино
Фрассо-Телезино (итал. Frasso Telesino) — коммуна в Италии, располагается в регионе Кампания, подчиняется административному центру Беневенто.
Население составляет 2588 человек (на 2005 г.), плотность населения составляет 118 чел./км². Занимает площадь 22 км². Почтовый индекс — 82030. Телефонный код — 0824.
Покровительницей коммуны почитается святая Иулиания Никомидийская, празднование 16 февраля.